# 汪運光
汪運光（？年—？年），字啓斯，號心毅，扬州府江都县人。明朝末年政治人物。

## 生平
原籍歙县叢睦人，父汪宗道，字景和，以子赠东莞知县。天啓七年（1627年）丁卯科應天府乡试舉人，崇祯四年（1631年）辛未科进士。刑部观政，五年授上高县知县，七年補任东莞县，九年任本省文武同考官，十三年拾遗去职。

## 家族
曾祖汪功明，壽官。祖父汪玩，鄉飲大賓。父汪宗道，廪生，郡旌纯善，敕赠文林郎东莞知县。弟汪覲光，崇禎癸未進士。